# Walpertskirchen
Walpertskirchen település Németországban, azon belül Bajorországban. Lakosainak száma 2190 fő (2023. december 31.).

## Népesség
A település népessége az elmúlt években az alábbi módon változott:
| Lakosok száma | 738  | 1107 | 1090 | 1323 | 2045 | 2086 | 2101 | 2131 | 2172 | 2190 |
|               | 1875 | 1950 | 1975 | 1987 | 2012 | 2014 | 2016 | 2017 | 2021 | 2023 |